# Maria Lewicka (historyk sztuki)
Maria Lewicka (ur. 8 września 1924 w Siedlcach, zm. 25 kwietnia 2016) – polska historyczka sztuki, popularyzatorka nauki, autorka książek, varsavianistka. 

## Życiorys
Wychowała się w Siedlcach i Lublinie. Po wybuchu II wojny światowej wraz z rodziną została wyrzucona z domu przez niemieckie władze okupacyjne. Jej ojciec, Stefan Kozłowski, przedwojenny urzędnik państwowy, był poszukiwany przez Niemców. W związku z tym Maria została osadzona w więzieniu w Zamku Lubelskim. Wypuszczona dzięki przekupieniu niemieckich strażników, wyjechała do Warszawy pod przybranym nazwiskiem. Tam wstąpiła w szeregi Armii Krajowej i otrzymała pseudonim Masia. 
Uczestniczyła w tajnych kompletach, naukę zakończyła uzyskaniem matury. W czasie powstania warszawskiego była łączniczką, przypisaną do placówki przy ulicy Jasnej 10. Po upadku powstania wyszła ze zniszczonego miasta. 
Po wojnie wyjechała do Krakowa, gdzie rozpoczęła studia z historii sztuki na Uniwersytecie Jagiellońskim. Po dwóch latach wróciła do odbudowywanej Warszawy i ukończyła studia na Uniwersytecie Warszawskim. Promotorem jej pracy magisterskiej, poświęconej twórczości Bernardo Morando był prof. Stanisław Lorentz. Przez ponad 30 lat była pracowniczką Instytutu Sztuki Polskiej Akademii Nauk, gdzie zajmowała się inwentaryzacją zabytków – inwentaryzowała między innymi Stare Miasto w Warszawie, współtworzyła także katalog zabytków.
Była autorką wielu książek i artykułów popularyzujących tematykę historii sztuki i zabytków. Wśród nich znajdują się także przewodniki po warszawskim Starym Mieście. Była współautorką książki Piękno ocalone, dotyczącej najstarszego, XVI-wiecznego przewodnika po Warszawie, autorstwa Adama Jarzębskiego. Przez wiele lat współpracowała z miesięcznikiem „Spotkania z Zabytkami“, w którym opublikowała ponad 20 artykułów.
Pochowana na starym cmentarzu na Służewie przy ul. Fosa w Warszawie.

## Życie prywatne
W 1947 wzięła ślub z Bohdanem Lewickim, inżynierem budownictwa, późniejszym profesorem. Miała dwoje dzieci – Annę Lewicką-Morawską, również historyka sztuki, profesora Akademii Sztuk Pięknych w Warszawie, oraz Pawła Lewickiego, profesora psychologii na Uniwersytecie w Tulsa w stanie Oklahoma. Mieszkała na warszawskim Mokotowie.

## Publikacje

### Publikacje naukowe
- Bernardo Morando, Państwowe Wydawnictwa Techniczne, 1952
- Bernardo Morando, Neripotzza Editore, Wenecja 1959

### Publikacje popularnonaukowe
- Dole i niedole arrasów wawelskich, Państwowe Zakłady Wydawnictw Szkolnych, 1972
- W świecie zabytków sztuki, Wydawnictwa Szkolne i Pedagogiczne, 1976 (Nagroda Konserwatora Zabytków)
- W kręgu architektury, Wydawnictwa Szkolne i Pedagogiczne, 1976
- Piękno ocalone. Z Jarzębskim po współczesnej Warszawie (wspólnie z Barbarą Szymanowską), Państwowe Wydawnictwa Naukowe, 1982 (Nagroda za najlepsze varsavianum roku)

### Przewodniki
- Atlas Architektury Starego Miasta w Warszawie, Arkady 1992 (tłumaczenie agnielskie, francuskie, niemieckie)
- Rynek Starego Miasta w Warszawie, Wydawnictwo Naukowe PWN, 1992 (tłumaczenie niemieckie, francuskie i angielskie)
- Wokół placu Zamkowego, PWN, 1993